# Takahashi (Okayama)
Pour les articles homonymes, voir Takahashi.
Takahashi (高梁市, Takahashi-shi) est une ville située dans la préfecture d'Okayama, au Japon.

## Géographie

### Situation
Takahashi s’étend sur la plaine de Kibi, dans la préfecture d'Okayama, au Japon.

### Démographie
En décembre 2022, la population de Takahashi était de 27 657 habitants répartis sur une superficie de 546,99 km2.

### Hydrographie
Bordée de chaînes montagneuses, Takahashi est traversée par le fleuve Takahashi.

## Histoire
Takahashi appartient à l’origine à la province de Bitchū. Plus tard, durant l’époque d’Edo, elle devient le centre du domaine de Bitchū-Matsuyama, majoritairement dirigé par les clans Mizunoya (1642-1693) et Itakura (1744-1871). Un château s’élève d’ailleurs sur le mont Gagyū depuis les XIIIe et XIVe siècles.
La ville moderne est fondée officiellement le 1er mai 1954. En 2004, les bourgs d'Ukan, Nariwa, Kawakami et Bitchū fusionnent avec Takahashi.

## Transports
La ville est desservie par la ligne ferroviaire Habuki de la West Japan Railway Company, ainsi que par les routes nationales no 180, 313 et 484. La gare de Bitchū-Takahashi est la principale gare de la ville.

## Culture locale et patrimoine
Parmi les monuments et sites remarquables figurent, :
- le château de Bitchū Matsuyama, réputé pour être le plus élevé (478 m d’altitude) du Japon. Siège du domaine éponyme, il a été fortement rénové au XXe siècle ;
- le musée du manga à Kawakami
- le temple zen Raikyū-ji, bâti en 1604 et connu pour son jardin japonais ;
- divers bâtiments et établissements traditionnels au centre de la ville, comme les maisons de samouraïs le quartier de Fukiya. On y trouve également un musée d’histoire régionale ;
- Dans les montagnes de Nariwa, le quartier de Fukiya et la mine de cuivre de Yoshioka.
- Le mochi au yuzu yubeshi est une spécialité de Takahashi et du bourg voisin de Yakage.

## Galerie

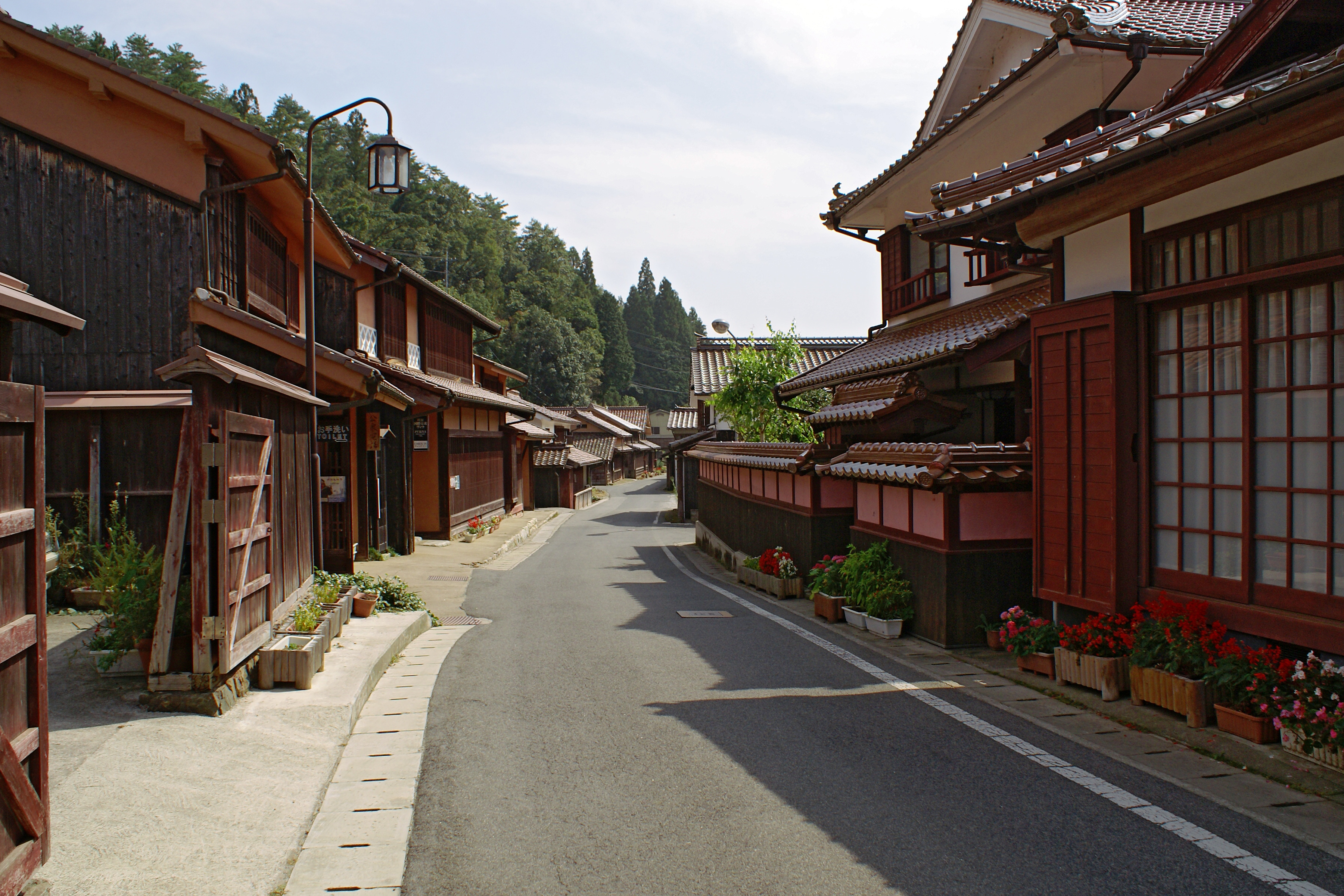
Hameau de Fukiya
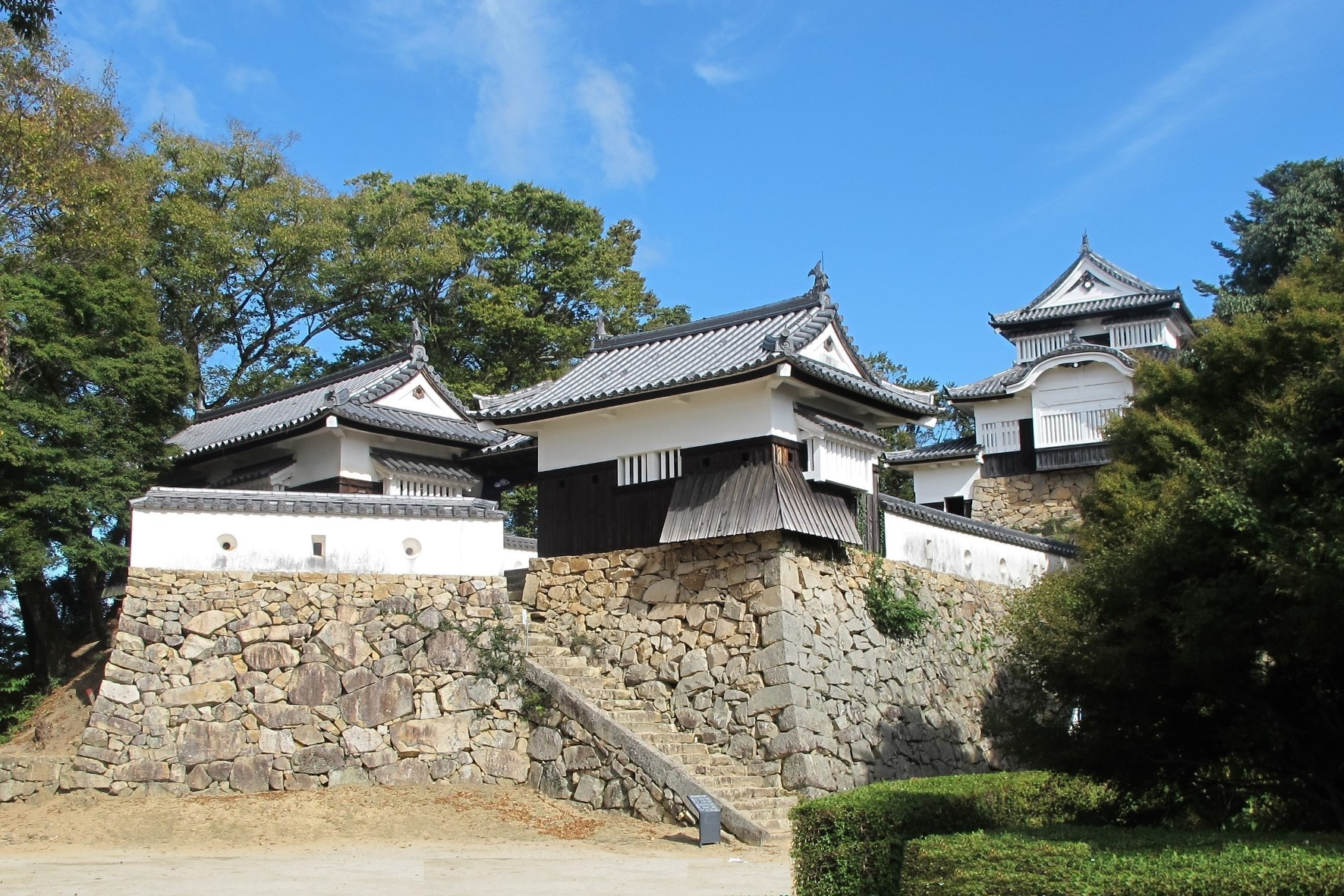
Château de Bitchu Matsuyama
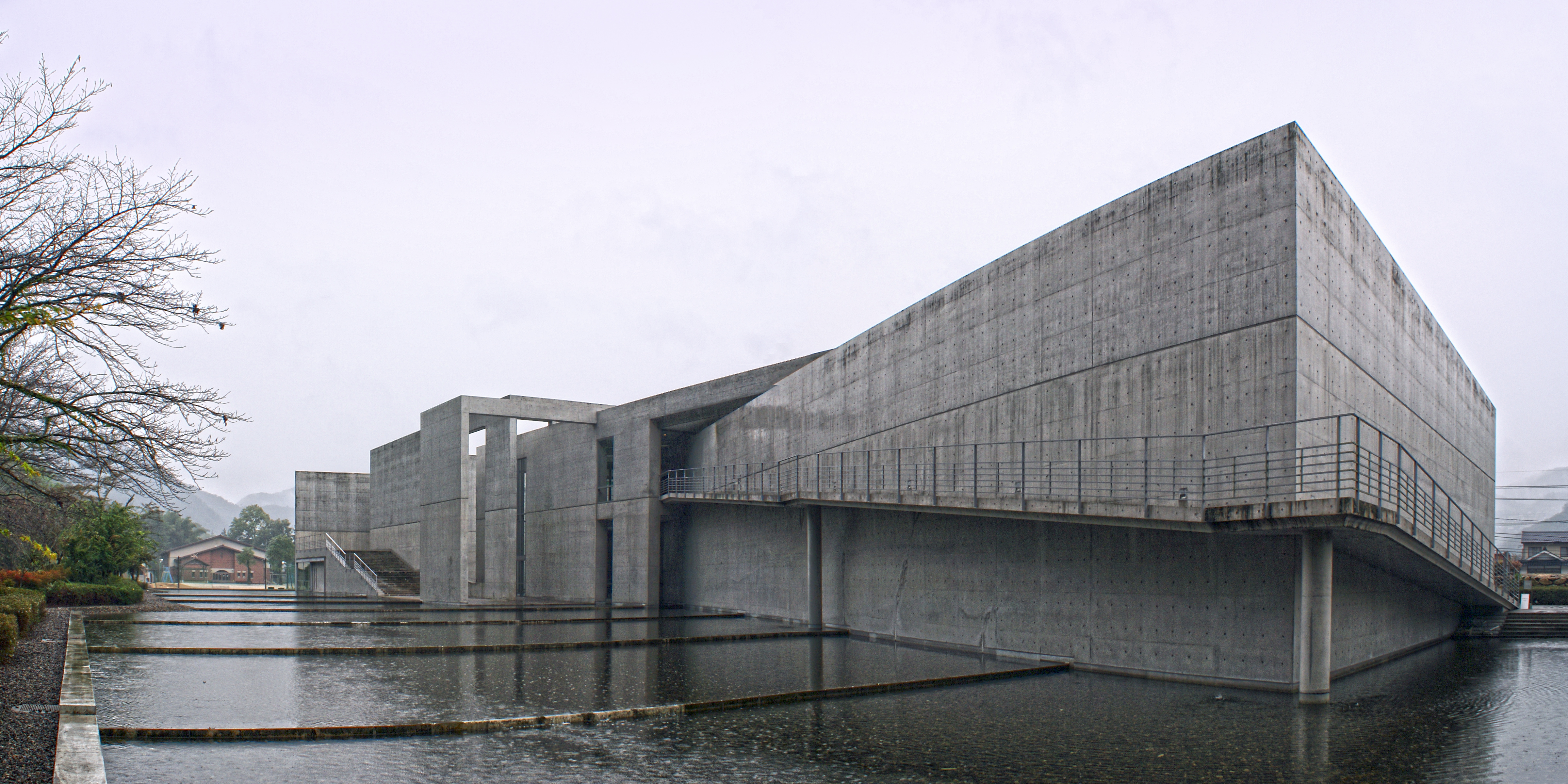
Musée d'art Nariwa
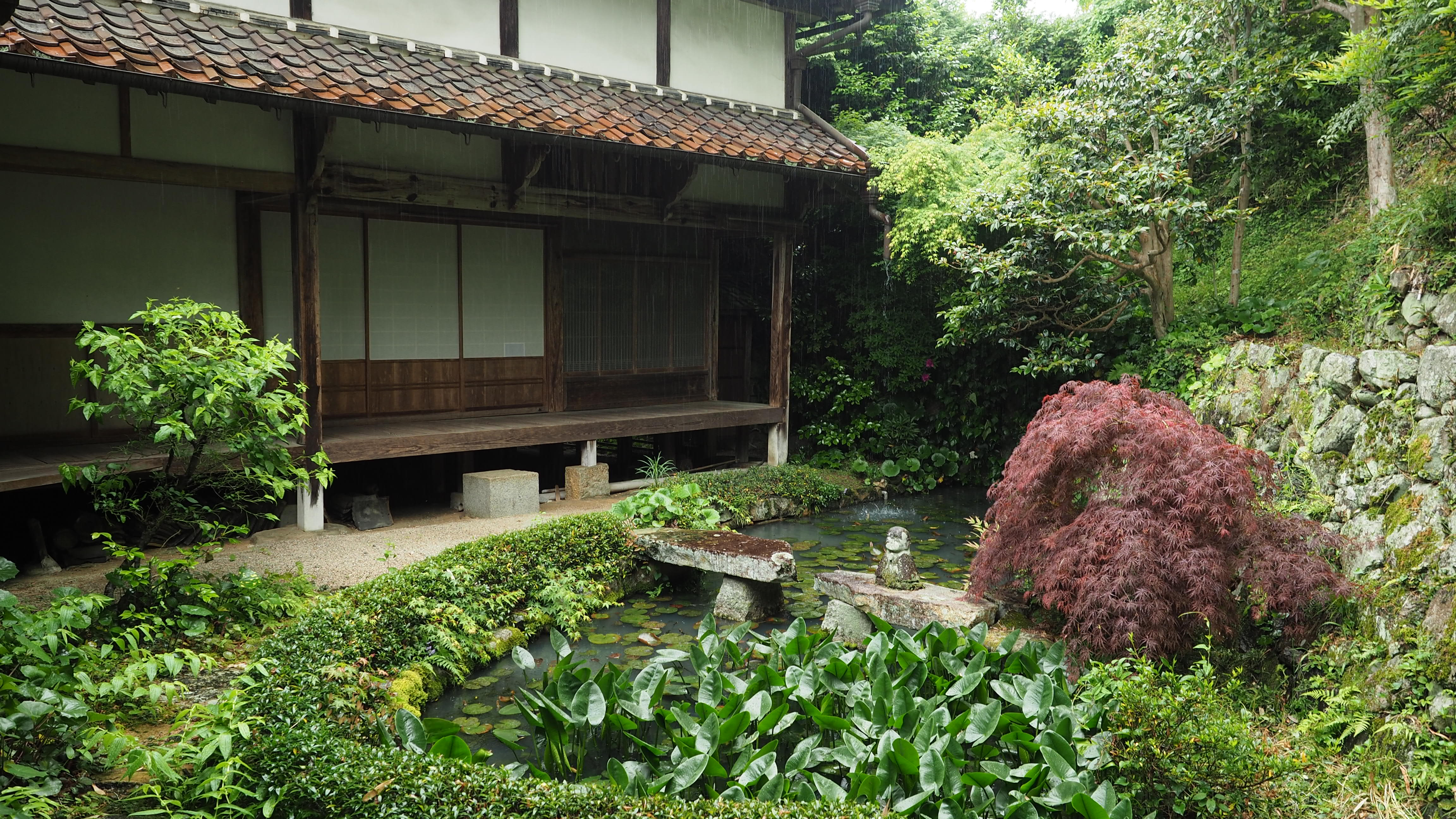
Jardin du Temple Raikyuji
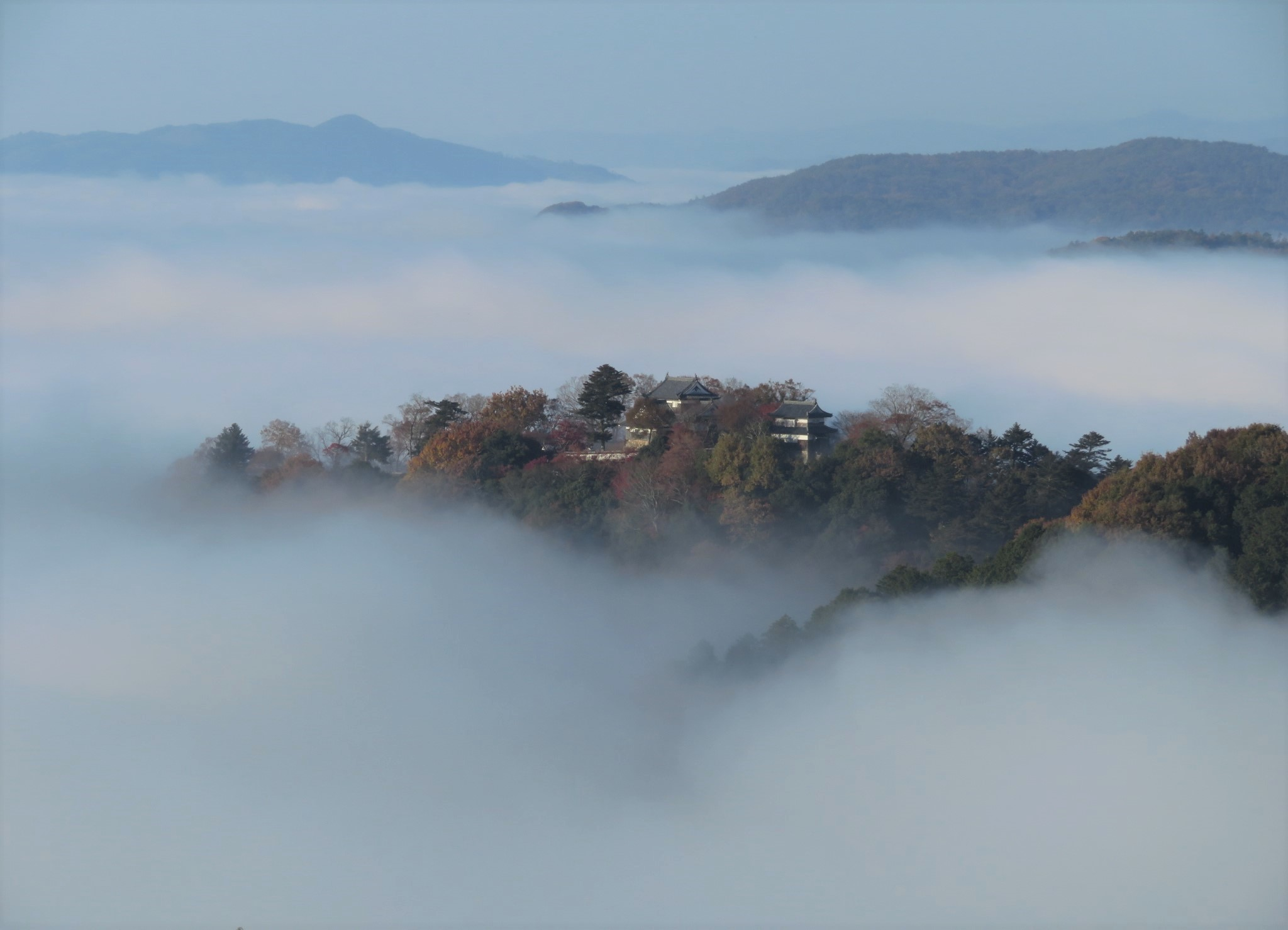
Mer de nuages entourant le château

## Personnalités
- Shigeru Ōnishi (1928–1994), artiste visuel, est né à Takahashi.